# 오샤만베역
오샤만베역(일본어: 長万部駅 오샤만베에키[*])은 일본 홋카이도 야마코시 군 오샤만베정에 있는 홋카이도 여객철도의 철도역이다. 무로란 본선의 기점역이며, 하코다테 본선과 무로란 본선이 만나는 역이다.

## 역 구조
2면 4선의 섬식 승강장이 있는 지상역이다. 역무원이 있는 유인역으로, 역사 내부에는 창구와 여행 상담실 등이 설치되어 있다. 개찰 업무는 7시 30분부터 19시 15분까지 이루어진다.

### 승강장
| 1     | ■ 하코다테 본선 | 상행 특급 · 급행 | 하코다테 · 아오모리 · 우에노 방면       |
| 2     | ■ 무로란 본선   | 하행 특급 · 급행 | 히가시무로란 · 도마코마이 · 삿포로 방면 |
| 3 · 4 | ■ 하코다테 본선 | 상행 보통        | 모리 · 오누마 공원 · 하코다테 방면      |
| 3 · 4 | ■ 하코다테 본선 | 하행 보통        | 굿찬 · 오타루 방면                      |
| 3 · 4 | ■ 무로란 본선   | 하행 보통        | 히가시무로란 · 무로란 · 도마코마이 방면 |

## 역 주변
- 오샤만베 정사무소
- 오샤만베 온천
- 야쿠모 경찰서 오샤만베 파출소
- 오샤만베 정립 병원
- 도쿄 이과대학 오샤만베 캠퍼스
- 홋카이도 오샤만베 고등학교

## 역사
- 1903년 11월 3일 - 홋카이도 철도의 일반역으로 개업.
- 1907년 7월 1일 - 홋카이도 철도 국유화.
- 1923년 12월 10일 - 나가와 선 개업.
- 1984년 2월 1일 - 화물 취급 폐지.
- 1985년 3월 14일 - 수하물 취급 폐지.
- 1987년 4월 1일 - 일본국유철도 분할 민영화로 홋카이도 여객철도가 계승.
- 2000년 4월 13일 - 우스 산 분화로 인한 화물 대체 수송을 위해 임시 화물역을 정 소유의 땅을 빌려 신설. 4월 21일부터 사용이 개시되었으며, 6월 무로란 본선의 복구로 임시역은 다시 폐지됨.
- 2007년 10월 - 역 번호 부여. H47.

## 인접한 역
| 홋카이도 여객철도 하코다테 본선 | 홋카이도 여객철도 하코다테 본선 | 홋카이도 여객철도 하코다테 본선       |
| ------------------------------- | ------------------------------- | ------------------------------------- |
| H48 나카노사와 하코다테 방면    | ■ 하코다테 본선                 | 시·종착역                             |
| 시·종착역                       | ■ 하코다테 본선                 | S32 후타마타 오타루 방면              |
| 홋카이도 여객철도 무로란 본선   |                                 |                                       |
| 시·종착역                       | ■ 무로란 본선                   | H46 시즈카리 무로란 · 도마코마이 방면 |

- 시즈카리 역과의 사이에 아사히하마(旭浜) 역이 있었으나 2006년 3월 18일부로 폐지되었다.